# Vilhelm Vessberg

Vilhelm Vessberg cirka 1896.

Gustaf Vilhelm Vessberg, född 13 mars 1863 i Stockholm, död där 30 maj 1940, var en svensk historiker och läroverkslektor.
Vessberg blev filosofie kandidat vid Uppsala universitet 1884, filosofie licentiat 1889 och filosofie doktor där 1890. Han studerade även geografi i Halle an der Saale 1896 och företog studieresor till Italien och Grekland 1899, 1903, 1905 och 1913. Vessberg var vice lektor vid Nya Elementarskolan i Stockholm 1888–1889, extra lärare vid Södra Latin 1890–1898, blev adjunkt 1898 och var lektor i historia och geografi där 1906–1928. Han var därjämte studierektor vid Södermalms högre läroanstalt för flickor 1903–1930. 
Vessberg utgav Om svenska riksdagen, dess sammansättning och verksamhetsformer 1772–1809 (1889), "Bidrag till historien om Sveriges krig med Danmark 1643–1645" (i Högre allmänna läroverkets på Södermalm årsberättelse, 1895 och 1900) och "Stockholms stads riksdagsmannaval under Frihetstiden" (i Högre allmänna läroverkets på Södermalm årsberättelse, 1905). Han var huvudredaktör för "Pedagogisk tidskrift" från 1915 till 1934.